# モーガン・リリー
モーガン・リリー（Morgan Lily、2000年4月11日 - ）は、アメリカ合衆国の女優。4歳の頃からモデルやテレビCM出演をしている。
2008年の『ヘンリー・プールはここにいる 〜壁の神様〜』で映画デビュー。

## 私生活
カリフォルニア州サンタモニカで3人兄弟の2番目の子供として生まれる。兄は俳優のジョーダン・デヴィッドで、妹はモデルのライリー・ジェーンである。父のアンディは腹話術師兼マジシャンである。

## フィルモグラフィ
- ヘンリー・プールはここにいる 〜壁の神様〜 Henry Poole Is Here (2008) - ミリー
- そんな彼なら捨てちゃえば? He's Just Not That into You (2009) - 公園で泣く少女
- Pornstar (2009)
- 2012 2012 (2009) - リリー
- Flipped (2010)
- X-MEN:ファースト・ジェネレーション X-Men: First Class (2011)
- ゾンビスクール! Cooties (2014) - タマラ
- ジョー・ベル 〜心の旅〜 Joe Bell (2020) - マーシー